# 傑志足球學院
傑志足球學院（英語：Kitchee Academy）是一所由傑志體育會與巴塞隆拿成立訓練青少年足球員的機構。
傑志與巴塞隆拿在2008年正式成立香港巴塞足球學校，為6至11歲的學童提供足球訓練。2011年10月1日開始，「香港巴塞足球訓練學校」正式易名為「傑志足球學院」，並由傑志基金有限公司負責營運。

## 簡介
為傑志的青訓系統，早期為香港巴塞足球學校。香港巴塞足球學校是與西甲勁旅巴塞隆拿合作，在香港開設亞太區首間巴塞足球學校，為6至12歲的學童提供足球訓練，由巴塞足球學校提供課程，以及由巴塞足球學校認可之傑志足球教練執教。特別是由於足球學校得到1間保險公司提供贊助，故學員無需繳交學費，優秀的香港學員更能進入巴塞隆拿球會青訓系統，香港巴塞足球學校亦會參與巴塞隆拿舉辦的青年錦標賽，其目的是引入巴塞隆拿青訓方法。足球學校在2011年10月1日開始正名為傑志足球學校，並由傑志基金有限公司負責營運。
傑志與仁濟醫院董之英紀念中學將開辦一間帶有歐洲式足球學院。此學院是傑志足球學校的擴展，為傑志足球學校的畢業生提供一個學體並重的「職業足球培育計劃」。除了配合完善的中學課程之外，這項計劃將提供免費的國際賽事作為足球課程的一部分，當中更包括學徒計劃，選讀足球課程的學生將被分派到不同的球會或地區球隊作實習，汲取更多實戰經驗。為了確保學生能夠於較有競爭性的比賽環境中進步，香港足球總會轄下的每一個屬會（包括傑志）都能夠從計劃中各年級挑選不多於5位學徒歸隊。香港足球總會青訓及技術發展專責小組召集人王威信先生指出此計劃有助整個香港足球圈，並想藉此機會代表各屬會感謝傑志在青訓發展的努力，使他們有更多的渠道發掘更多具潛質的年輕球員。

## 人員名單
| 傑志足球學院青訓教練團名單 | 傑志足球學院青訓教練團名單                               |
| 職 位 名 稱                | 職 員 名 字 及 國 籍                                     |
| -------------------------- | -------------------------------------------------------- |
| 創辦人                     | 伍健                                                     |
| 傑志足球學院基地和訓練場   | 賽馬會傑志中心仿真草球場                                 |
| 傑志足球學院榮譽           | 亞洲足協(AFC)菁英計劃認證二星學院 （页面存档备份，存于） |
| 技術總監                   | 佐迪                                                     |
| U22青訓教練                | 潘文俊                                                   |
| U18青訓教練                | 潘文俊                                                   |
| U16青訓教練                | --                                                       |
| U14教練                    | 高文                                                     |
| U13教練                    | --                                                       |
| 教練                       | 郭劍橋                                                   |
| 青訓教練                   | 高文                                                     |
| 青訓系統技術顧問           | Double Pass足球顧問公司                                  |

## 資料來源
1. ↑  .   [2017-12-06]. （原始内容存档于2017-12-07）.

## 外部連結
- 傑志足球學院官方網站 (中/英) （页面存档备份，存于）
- 賽馬會傑志中心官方 Facebook 專頁 （页面存档备份，存于）
- 傑志足球隊官方網站 （页面存档备份，存于）